# Pablo Forlán
Pablo Justo Forlán Lamarque, mais conhecido apenas como Pablo Forlán (Soriano, 14 de julho de 1945), é um ex-futebolista e ex-treinador uruguaio, que atuava como lateral-direito. É pai do atacante Diego Forlán.

## Carreira

### Como jogador
Como futebolista profissional, Pablo Forlán começou no Peñarol, que defendeu entre 1963 e 1970, transferindo-se, em seguida, para o São Paulo, onde ficou até 1975, sendo, em seguida, emprestado ao Peñarol. Passou, depois, por Cruzeiro, em 1976, Nacional de Montevidéu, em 1978, e Defensor Sporting, entre 1979 e 1983. Durante sua carreira, venceu cinco Campeonatos Uruguaios (1964, 1965, 1967, 1968 e 1977), duas vezes a Liguilla Pré-Libertadores da América (1979 e 1981), a Copa Libertadores da América (1966), o Campeonato Mundial de Clubes (1966) e três Campeonatos Paulistas (1970, 1971 e 1975).
Jogou pela Seleção Uruguaia nas Copas de 1966 e 1974. Foi ídolo de são-paulinos e dos manyas.

### Como treinador
Depois de aposentar-se como jogador de futebol, Pablo Forlán assumiu o cargo de técnico das divisões inferiores do São Paulo, em abril de 1984. Seis anos depois, assumiu o time principal, mas durou apenas quatro meses, após a campanha que resultou na eliminação do Campeonato Paulista e no fraco início no Campeonato Brasileiro, e foi substituído por Telê Santana. Foi o técnico que levou Diego Aguirre para jogar no São Paulo.

## Títulos
São Paulo
- Campeonato Paulista: 1970, 1971[6], 1975